# Kurichi
Kurichi (o Kurichchi) è una suddivisione dell'India, classificata come town panchayat, di 76.794 abitanti, situata nel distretto di Coimbatore, nello stato federato del Tamil Nadu. In base al numero di abitanti la città rientra nella classe II (da 50.000 a 99.999 persone).

## Geografia fisica
La città è situata a 11° 34' 0 N e 77° 42' 0 E e ha un'altitudine di 220 m s.l.m..

## Società

### Evoluzione demografica
Al censimento del 2001 la popolazione di Kurichi assommava a 76.794 persone, delle quali 39.301 maschi e 37.493 femmine. I bambini di età inferiore o uguale ai sei anni assommavano a 8.043, dei quali 4.153 maschi e 3.890 femmine. Infine, coloro che erano in grado di saper almeno leggere e scrivere erano 60.582, dei quali 32.741 maschi e 27.841 femmine.